# Liste der National Historic Landmarks in Missouri
Diese vollständige Liste der National Historic Landmarks in Missouri führt alle Objekte und Stätten im US-amerikanischen Bundesstaat Missouri auf, die in diesem Bundesstaat als National Historic Landmark (NHL) eingestuft sind und unter der Aufsicht des National Park Service stehen. Diese Bauwerke, Distrikte, Objekte und andere Stätten entsprechen bestimmten Kriterien hinsichtlich ihrer nationalen Bedeutung. Diese Liste führt die Objekte nach den amtlichen Bezeichnungen im National Register of Historic Places.

## Unterscheidung zum National Register of Historic Places
Alle NHLs werden automatisch in das NRHP aufgenommen, eine Liste historischer Bauten, die der National Park Service deklaratorisch als Denkmal anerkennt. Der wesentliche Unterschied zwischen einer NHL und einem allgemeinen NRHP-Eintrag liegt in der landesweiten Bedeutung, die NHLs haben, während die meisten anderen Einträge nur von örtlichem oder bundesstaatlichem Interesse sind.

## Legende
| NHL  | National Historic Landmark          |
| NHLD | National Historic Landmark District |
| NMON | National Monument                   |

## Derzeitige NHLs in Missouri
|    | Name der Stätte                                        | Bild | Jahr | Ort                                              | County                       | Beschreibung |
| -- | ------------------------------------------------------ | ---- | ---- | ------------------------------------------------ | ---------------------------- | --- |
| 1  | Anheuser-Busch Brewery                                 |      | 1966 | St. Louis 38° 35′ 51″ N, 90° 12′ 43,9″ W         | St. Louis (Independent City) | Firmengelände von Anheuser Busch |
| 2  | Arrow Rock Historic District                           |      | 1963 | Arrow Rock 39° 4′ 1,2″ N, 92° 56′ 42″ W          | Saline County                | |
| 3  | George Caleb Bingham House                             |      | 1965 | Arrow Rock 39° 4′ 15,6″ N, 92° 56′ 34,8″ W       | Saline County                | Von 1837 bis 1845 Wohnhaus des Malers George Caleb Bingham |
| 4  | Louis Bolduc House                                     |      | 1970 | Ste. Genevieve 37° 59′ 20,4″ N, 90° 3′ 14,4″ W   | Ste. Genevieve County        | Von 1785 bis 1815 Wohnhaus von Louis Bolduc, einem französischen Erzschürfer, Kaufmann und Pflanzer, der großen Einfluss in der damals französischen Stadt hatte. Das Haus ist ein Beispiel für den französischen Kolonialbaustil (poteaux-sur-solle genannt). |
| 5  | Carrington Osage Village Sites                         |      | 1964 | Nevada 37° 59′ 34,8″ N, 94° 20′ 24″ W            | Vernon County                | Früheres Dorf der Osage zwischen 1775 und 1825, bevor diese in die Reservation nach Kansas gingen. |
| 6  | Christ Church Cathedral                                |      | 1994 | St. Louis 38° 37′ 49,1″ N, 90° 11′ 55″ W         | St. Louis (Independent City) | Von 1859 bis 1867 nach einem Entwurf des Architekten Leopold Eidlitz im neogotischen Stil errichtet |
| 7  | James Beauchamp Clark House                            |      | 1976 | Bowling Green 39° 20′ 24″ N, 91° 11′ 24″ W       | Pike County                  | 1899 bis zu seinem Tode 1921 Wohnhaus des Kongressabgeordneten Champ Clark |
| 8  | Eads Bridge                                            |      | 1964 | St. Louis 38° 37′ 48″ N, 90° 10′ 12″ W           | St. Louis (Independent City) | Kombinierte Straßen- und Bahnbrücke über den Mississippi; bei der 1874 erfolgten Fertigstellung die längste Bogenbrücke; auch in Illinois gelistet |
| 9  | Joseph Erlanger House                                  |      | 1976 | St. Louis 38° 39′ 0″ N, 90° 16′ 12″ W            | St. Louis (Independent City) | Wohnhaus des Physiologen und Nobelpreisträgers Joseph Erlanger von 1917 bis zu seinem Tode 1965 |
| 10 | Eugene Field House                                     |      | 2007 | St. Louis 38° 37′ 12″ N, 90° 11′ 31,2″ W         | St. Louis (Independent City) | Haus des Journalisten und Dichters Eugene Field (1850–1895); im NRHP unter der Nummer 75002137 registriert |
| 11 | Fort Osage                                             |      | 1961 | Sibley 39° 11′ 16,1″ N, 94° 11′ 33″ W            | Jackson County               | 1808 von William Clark als befestigter Handelsposten gegründet |
| 12 | Gateway Arch                                           |      | 1987 | St. Louis 38° 37′ 31,1″ N, 90° 10′ 59,9″ W       | St. Louis (Independent City) | Zwischen 1963 und 1965 nach einem Entwurf des finnisch-amerikanischen Architekten Eero Saarinen errichtet |
| 13 | Graham Cave                                            |      | 1961 | Mineola 38° 54′ 19,8″ N, 91° 34′ 32,2″ W         | Montgomery County            | Archäologische Fundstätte von Stücken aus der Archaische Periode |
| 14 | Scott Joplin House                                     |      | 1976 | St. Louis 38° 38′ 24″ N, 90° 12′ 36″ W           | St. Louis (Independent City) | Im NRHP unter der Nummer 76002235 registriert |
| 15 | Liberty Memorial                                       |      | 2006 | Kansas City 39° 4′ 49,6″ N, 94° 35′ 10,2″ W      | Jackson County               | 1926 errichtetes Denkmal für die Gefallenen des Ersten Weltkrieges |
| 16 | Missouri Botanical Garden                              |      | 1976 | St. Louis 38° 36′ 50″ N, 90° 15′ 32″ W           | St. Louis (Independent City) | Mit 31 Hektar einer der größten botanischen Gärten der Welt; im NRHP unter der Nummer 71001065 registriert |
| 17 | Mutual Musicians’ Foundation Building                  |      | 1981 | Kansas City 39° 5′ 24″ N, 94° 33′ 36″ W          | Jackson County               | Zentrum des Kansas-City-Jazz |
| 18 | Patee House                                            |      | 1961 | Saint Joseph 39° 45′ 36″ N, 94° 51′ 0″ W         | Buchanan County              | 1858 fertiggestelltes Luxushotel; im NRHP unter der Nummer 66000414 registriert |
| 19 | John J. Pershing Boyhood Home                          |      | 1976 | Laclede 39° 47′ 17″ N, 93° 10′ 8″ W              | Linn County                  | Haus, in dem der spätere General John J. Pershing aufwuchs |
| 20 | Research Cave                                          |      | 1964 | Portland Adresse nicht veröffentlicht            | Callaway County              | Im NRHP unter der Nummer 66000415 registriert |
| 21 | Ste. Genevieve Historic District                       |      | 1960 | Ste. Genevieve 37° 58′ 37″ N, 90° 2′ 55″ W       | Ste. Genevieve County        | Im NRHP unter der Nummer 66000892 registriert |
| 22 | Sanborn Field                                          |      | 1964 | Columbia 38° 56′ 27″ N, 92° 19′ 17″ W            | Boone County                 | Versuchsfeld der University of Missouri; im NRHP unter der Nummer 66000413 registriert |
| 23 | Shelley House                                          |      | 1990 | St. Louis 38° 39′ 36″ N, 90° 14′ 24″ W           | St. Louis (Independent City) | Im NRHP unter der Nummer 88000437 registriert |
| 24 | Tower Grove Park                                       |      | 1989 | St. Louis 38° 36′ 23,5″ N, 90° 15′ 29,7″ W       | St. Louis (Independent City) | An den Botanischen Garten angrenzende städtische Parkanlage; im NRHP unter der Nummer 72001556 registriert |
| 25 | Harry S. Truman Historic District                      |      | 1971 | Independence 39° 5′ 47″ N, 94° 25′ 22″ W         | Jackson County               | Langjähriger Wohnsitz von Harry S. Truman; im NRHP unter der Nummer 71001066 registriert |
| 26 | Harry S. Truman Farm Home                              |      | 1985 | Grandview 38° 54′ 8″ N, 94° 31′ 51″ W            | Jackson County               | Zwischen 1906 und 1917 Wohnsitz von Harry S. Truman; im NRHP unter der Nummer 78001650 registriert |
|    | Mark Twain Boyhood Home                                |      | 1962 | Hannibal 39° 42′ 36″ N, 91° 21′ 36″ W            | Marion County                | Haus, in dem der spätere Schriftsteller Mark Twain aufwuchs; im NRHP unter der Nummer 66000419 registriert |
| 28 | St. Louis Union Station                                |      | 1970 | St. Louis 38° 37′ 45″ N, 90° 12′ 26,6″ W         | St. Louis (Independent City) | Ehemals größter Bahnhof von St. Louis und heutiges Einkaufszentrum; im NRHP unter der Nummer 70000888 registriert |
| 29 | U.S. Customhouse and Post Office                       |      | 1970 | St. Louis 38° 37′ 44″ N, 90° 11′ 34″ W           | St. Louis (Independent City) | Im NRHP unter der Nummer 68000053 registriert |
| 30 | Utz Site                                               |      | 1964 | Marshall Adresse nicht veröffentlicht            | Saline County                | Archäologische Stätte; im NRHP unter der Nummer 68000054 registriert |
| 31 | Wainwright Building                                    |      | 1968 | St. Louis 38° 37′ 12″ N, 90° 11′ 24″ W           | St. Louis (Independent City) | Einer der ersten Wolkenkratzer, errichtet 1890/91 von den Architekten Dankmar Adler und Louis Sullivan; im NRHP unter der Nummer 68000054 registriert |
| 32 | Washington University Hilltop Campus Historic District |      | 1987 | St. Louis 38° 38′ 54″ N, 90° 18′ 35″ W           | St. Louis (Independent City) | Gelände der Washington University in St. Louis; im NRHP unter der Nummer 79003636 registriert |
| 33 | Watkins Mill                                           |      | 1966 | Excelsior Springs 39° 24′ 4″ N, 94° 15′ 37″ W    | Clay County                  | Herzstück des 610 Hektar großen Watkins Woolen Mill State Park; im NRHP unter der Nummer 66000416 registriert |
| 34 | Westminster College Gymnasium                          |      | 1968 | Fulton 38° 50′ 24″ N, 91° 57′ 36″ W              | Callaway County              | Im NRHP unter der Nummer 68000030 registriert |
| 35 | Ulysses S. Grant National Historic Site                |      | 1989 | Grantwood Village 38° 33′ 3,6″ N, 90° 21′ 7,2″ W | St. Louis County             | Im NRHP unter der Nummer 79003205 registriert |
| 36 | Laura Ingalls Wilder House                             |      | 1991 | Mansfield 37° 6′ 0″ N, 92° 33′ 36″ W             | Wright County                | Von 1896 bis zu ihrem Tod 1957 Wohnhaus der Schriftstellerin Laura Ingalls Wilder; im NRHP unter der Nummer 70000353 registriert |

## Frühere Einträge
Hierbei handelt es sich um Objekte, die sich nicht mehr in Missouri befinden oder nicht mehr als NHL geführt werden.
|   | Name der Stätte | Bild | Jahr | Ort                                        | County                       | Beschreibung |
| - | --------------- | ---- | ---- | ------------------------------------------ | ---------------------------- | --- |
| 1 | Goldenrod       |      | 1967 | Kampsville 39° 20′ 27″ N, 90° 37′ 9″ W     | Calhoun County, Illinois     | Von seiner Fertigstellung 1909 tourte das Showboat bis 1937 durch den gesamten Mittelwesten. Danach ging es in St. Louis vor Anker und lag dort bis 1990. Danach wurde es von der Stadt Saint Charles gekauft. 2003 erwarb eine Privatperson das Boot und verlegte seinen Standort in das nahe Kampsville am Illinois River                        |
| 2 | USS Inaugural   |      | 1963 | St. Louis 38° 36′ 41,3″ N, 90° 11′ 17,2″ W | St. Louis (Independent City) | Der Minenräumer der Admirable-Klasse wurde von 1944 bis 1955 von der US-Navy eingesetzt. Seit 1968 diente die USS Inaugural als Museumsschiff und lag im Zentrum von St. Louis. 1993 wurde das Schiff durch ein Hochwasser losgerissen und kenterte. Das Schiff wurde als Totalverlust abgeschrieben und 2001 aus dem Register der NHL gestrichen. |